# Oud Bruin
Oud Bruin, também conhecido por Flanders Brown, é um estilo de cerveja proveniente da região este de Flandres, na Bélgica. Tipicamente produzida pela cervejaria Liefman (pertencente à Riva), data do século XVII. Historicamente produzida como uma "cerveja provisória"  , esta justifica por isso o desenvolver de algum azedo com o envelhecimento. Estas cervejas eram tipicamente mais azedas do que os exemplos comerciais atuais. Enquanto as Flanders Red Ale são envelhecidas em carvalho, as cervejas brown são envelhecidas a "quente" em aço inox. Esta cerveja sofre uma fermentação secundária, que dura desde algumas semanas até um mês, seguindo-se pelo envelhecimento na garrafa.
O estilo de cerveja Oud Bruin apresenta uma complexa combinação entre ésteres frutados e um carácter maltado.